# ヨーゼフ・エッテンライヒ

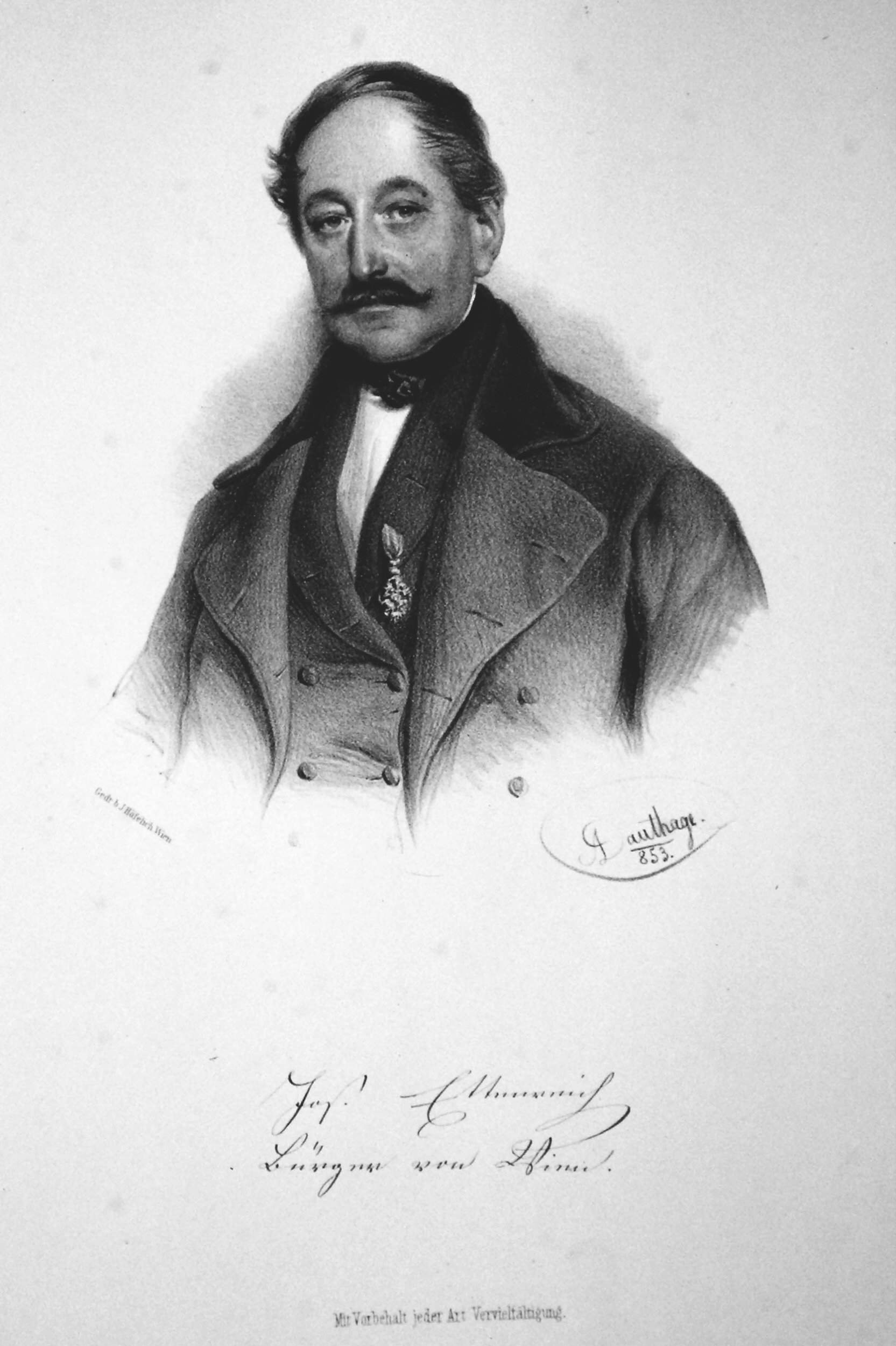
ヨーゼフ・エッテンライヒ。

ヨーゼフ・クリスティアン・リッター・フォン・エッテンライヒ（独: Josef Christian Ritter von Ettenreich, 1800年8月25日 - 1875年2月4日）は、オーストリア帝国の貴族である。
元々は肉屋出身だったが、フランツ・ヨーゼフ1世襲撃事件の際に皇帝フランツ・ヨーゼフ1世を助けた功績によって、世襲貴族に叙せられた。

## 概要

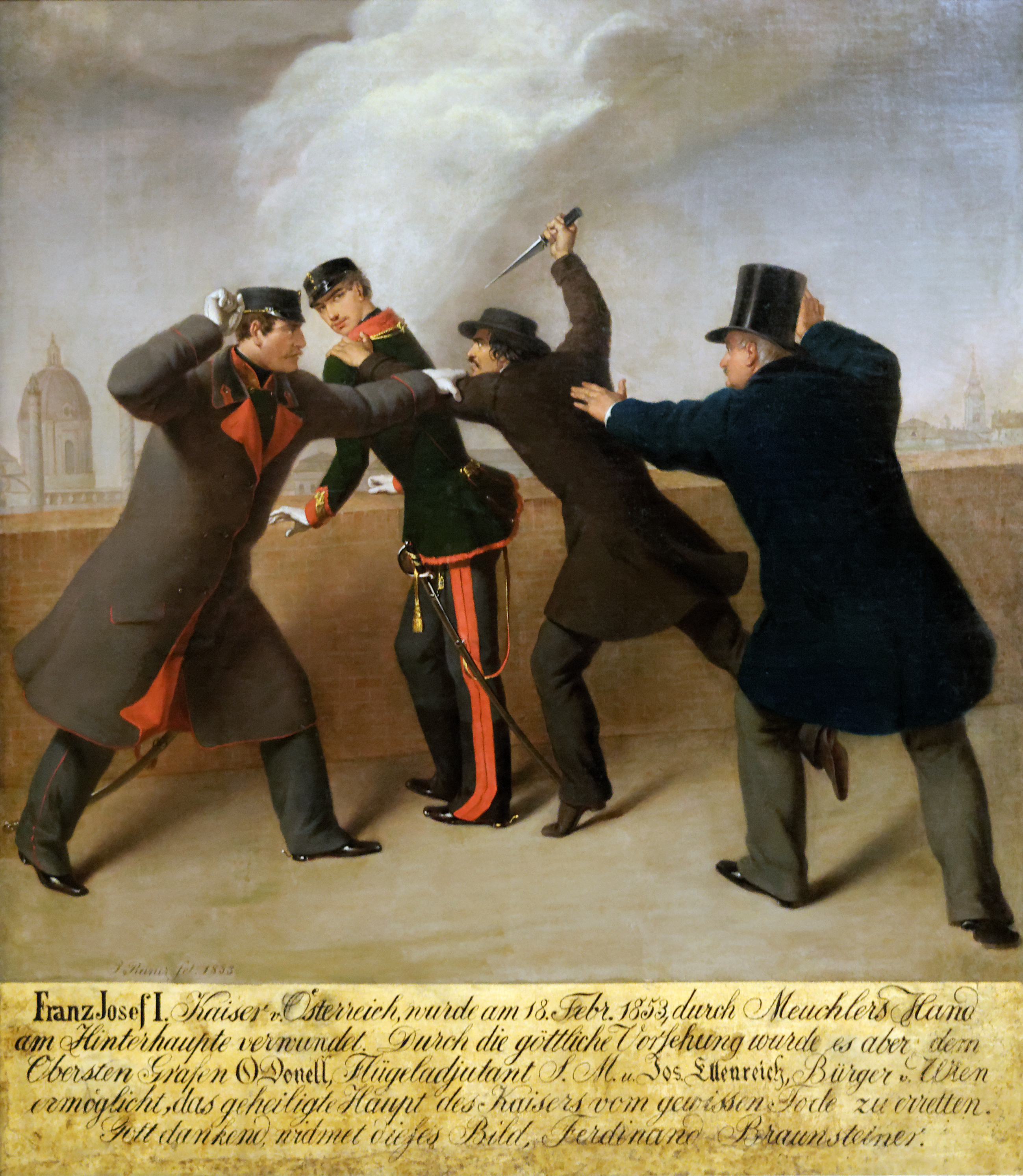
皇帝襲撃事件の様子。シルクハットの人物がエッテンライヒ。

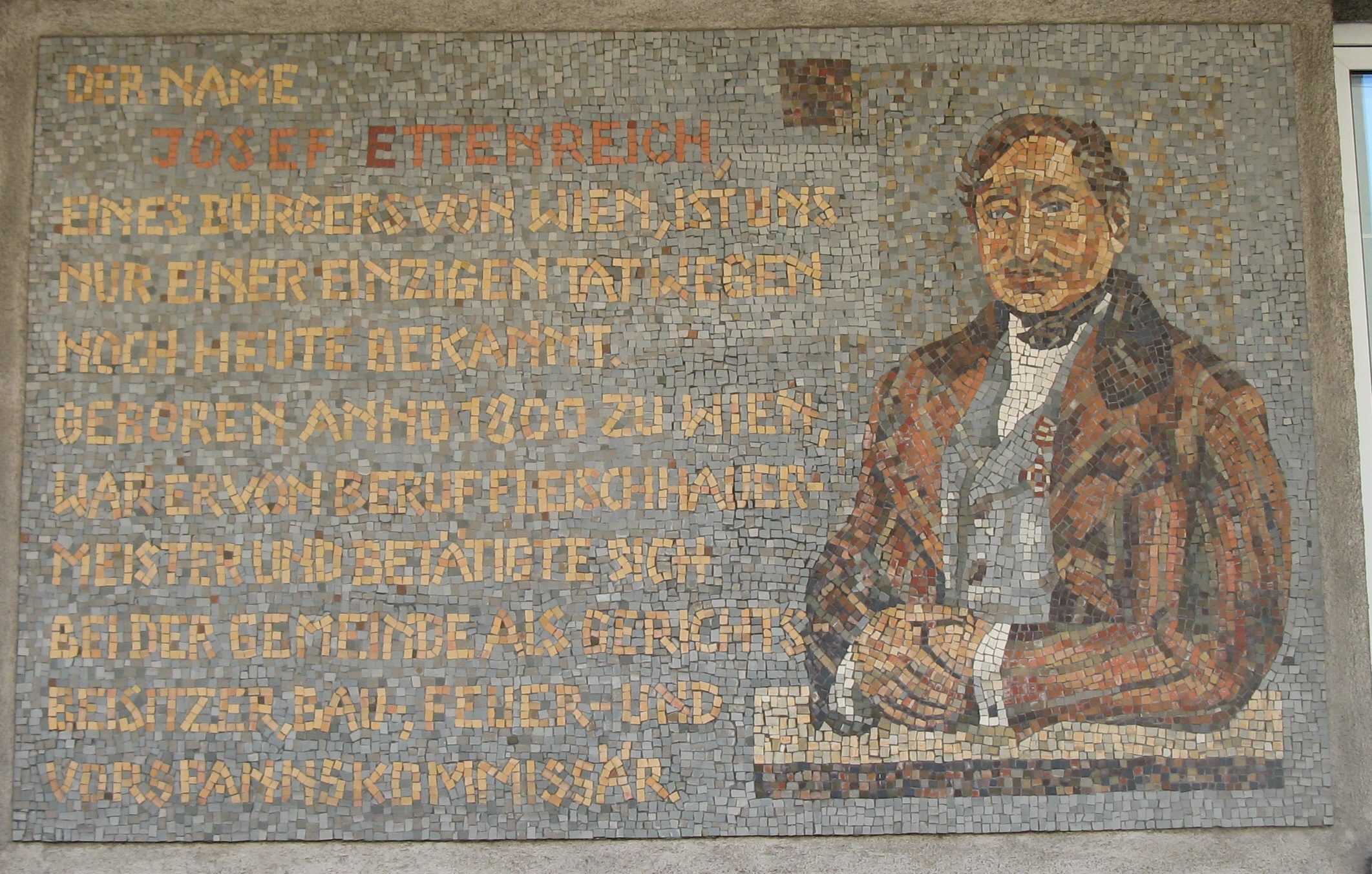
エッテンライヒ通りのモザイク画。

1800年8月25日、ウィーンで誕生する。ヴィーデン地区で肉屋を営む市民だったが、1853年にたまたまフランツ・ヨーゼフ1世襲撃事件の現場に居合わせ、若きオーストリア皇帝フランツ・ヨーゼフ1世を助けるのに一役買った。
侍従武官マクシミリアン・カール・オドネルが1対1でハンガリー出身の犯人のリベーニ・ヤーノシュと格闘しているところに、当時53歳のエッテンライヒは助勢に駆け付け、素手で殴り倒して犯人を取り押さえたと伝えられる。これにより、エッテンライヒは「勲功著しい」として世襲貴族に叙せられ、「フォン」の名乗りを許されるようになった。
その名を冠したエッテンライヒ通りという路地が、現在もウィーンに残っている。